# Bukowie (gromada w powiecie namysłowskim)
Bukowie – dawna gromada, czyli najmniejsza jednostka podziału terytorialnego Polskiej Rzeczypospolitej Ludowej w latach 1954–1972.
Gromady, z gromadzkimi radami narodowymi (GRN) jako organami władzy najniższego stopnia na wsi, funkcjonowały od reformy reorganizującej administrację wiejską przeprowadzonej jesienią 1954 do momentu ich zniesienia z dniem 1 stycznia 1973, tym samym wypierając organizację gminną w latach 1954–1972.
Gromadę Bukowie z siedzibą GRN w Bukowiu utworzono – jako jedną z 8759 gromad na obszarze Polski – w powiecie oleśnickim w woj. wrocławskim, na mocy uchwały nr 23/54 WRN we Wrocławiu z dnia 2 października 1954. W skład jednostki weszły obszary dotychczasowych gromad Bukowie, Pągów, Pszeniczna i Wojciechów ze zniesionej gminy Wabienice w tymże powiecie.
1 stycznia 1955 gromadę włączono do powiatu namysłowskiego w woj. opolskim, gdzie ustalono dla niej 20 członków gromadzkiej rady narodowej.
31 grudnia 1959 z gromady Krasowice wyłączono wieś Pielgrzymowice, włączając ją do gromady Bukowie w tymże powiecie.
31 grudnia 1961 do gromady Bukowie włączono wieś Młokicie ze zniesionej gromady Krasowice w tymże powiecie. 
Gromada przetrwała do końca 1972 roku, czyli do kolejnej reformy gminnej.